# Seven Sisters (film)
Pour les articles homonymes, voir Seven Sisters.
Pour plus de détails, voir Fiche technique et Distribution.
Seven Sisters (What Happened to Monday) est un film de science-fiction américano-belgo-britannico-français réalisé par Tommy Wirkola, sorti en 2017.
Il est présenté hors compétition sur la Piazza Grande au Festival international du film de Locarno 2017.
Face à la surpopulation de la Terre, les autorités décident d’instaurer la politique de l'enfant unique. Cette mesure est appliquée sévèrement par le Bureau d’Allocation des Naissances (Child Allocation Bureau), dirigé par Nicolette Cayman. Quelques années plus tard, Karen, la fille de Terrence Settman, donne naissance à des septuplées. Alors que la mère ne survit pas à l'accouchement, Terrence décide de garder secrète l’existence de ses sept petites-filles malgré la loi. Toutes prénommées d’un jour de la semaine, elles devront rester confinées dans leur appartement. Elles partagent alors une identité unique lorsqu'elles sortent à l’extérieur : celle de leur mère Karen Settman. Cet incroyable secret demeure intact durant trente ans, mais tout s'effondre le jour où Lundi disparaît mystérieusement.

## Synopsis
En 2043, la Terre est fortement surpeuplée en raison de naissances incontrôlées et d'effets pervers de technologies mises en place pour augmenter les rendements agricoles, provoquant la profusion de naissances multiples. Pour faire face, les autorités de la Fédération européenne ont instauré une politique de l'enfant unique : lors de naissances multiples, les enfants surnuméraires sont récupérés par le Bureau d'Allocation des Naissances (Child Allocation Bureau, CAB) et cryogénisés en attendant d'être réveillés lorsque le monde pourra les accueillir décemment. Les citoyens sont tous munis d'un bracelet électronique qui leur permet de circuler dans les rues étroitement surveillées de la ville. Nicolette Cayman est le fer de lance de cette politique.
Cette même année, Terrence Settman doit faire face à un défi de taille : sa fille Karen avec qui il n'avait plus aucun contact a mis au monde des septuplées et est morte en couches. Terrence décide de ne pas déclarer l'existence de ces septuplées et aménage son logement afin de les accueillir. Il leur donne à toutes un jour de la semaine (Lundi, Mardi, Mercredi, Jeudi, Vendredi, Samedi et Dimanche) en guise de prénom et les élève dans le plus grand secret. Il leur ordonne une règle fondamentale : chaque fille ne peut sortir que le jour correspondant à son prénom et doit rendre scrupuleusement compte de ses journées en rentrant le soir pour que ses six autres sœurs puissent donner le change le lendemain. Les actions de chaque sœur influencent la vie des autres : ainsi, lorsque Jeudi sort en cachette alors que c'est le jour de Samedi et non le sien, et qu'elle a un accident en skate dans lequel elle a l'index gauche sectionné, Terrence est obligé de couper le doigt correspondant de chacune des six autres fillettes, en commençant par Lundi.
Trente ans plus tard, en 2073, les sept sœurs ont réussi à taire leur secret et vivent ensemble dans l'appartement de leur grand-père probablement décédé. En public, elles prennent le nom de Karen Settman (celui de leur mère) et vivent une vie monotone d'employée d'une grande banque, adoptant la même apparence grâce à des perruques et au maquillage et s'interdisant toute relation durable avec un homme. Ce mode de vie devient cependant de plus en plus difficile à supporter, en particulier pour Jeudi, qui a gardé de son enfance son tempérament rebelle.
Un soir, un problème survient : Lundi ne rentre pas à l'appartement. Désemparées, les autres sœurs décident d'enquêter. Le lendemain, Mardi part travailler normalement, comptant enquêter sur la mystérieuse disparition de leur sœur. Elle est cependant arrêtée par des agents du CAB qui l'emmènent dans une cellule où elle rencontre Nicolette Cayman, qui l'informe que le CAB détient également Lundi avant de quitter la cellule, laissant Mardi avec un agent armé d'un couteau. Cayman ordonne ensuite à ses hommes d'assassiner les autres sœurs Settman. Une équipe de trois agents fait donc irruption à l'appartement, utilisant l'œil arraché d'une des sœurs pour passer le scanner rétinien. Une violente fusillade éclate alors, au cours de laquelle les trois agents du CAB ainsi que Dimanche sont tués.  En analysant l'œil utilisé par les agents, Vendredi découvre qu'il provient de Mardi.
Les sœurs soupçonnent Jerry, un collègue de bureau qui a toujours eu une attitude malveillante envers Karen Settman, d'avoir découvert leur secret et d'en avoir informé le CAB. Mercredi se rend donc chez Jerry et le menace d'une arme pour lui faire avouer la vérité. Il s'avère que Jerry ignorait qu'il avait affaire à des septuplées, mais qu'il avait en revanche mis la main sur une transaction illégale entre Karen Settman et le fonds de campagne de Nicolette Cayman. Jerry est abattu par un sniper du CAB et Mercredi parvient à s'enfuir de l'appartement, guidée à distance par Vendredi. Alors que les sœurs assistent depuis chez elles à une longue course-poursuite entre Mercredi et les agents du CAB, un autre agent frappe à la porte de l'appartement, obligeant Jeudi et Vendredi à se cacher tandis que Samedi se fait passer pour Karen. Il s'avère alors que cet agent, Adrian, est le petit ami de l'une des sœurs. Samedi part avec lui dans son appartement tandis que Jeudi et Vendredi découvrent que l'une de leurs sœurs, qu'elles pensent être Lundi, est vivante et retenue au siège du CAB. Elles reprennent également contact avec Mercredi ; cependant, cette dernière est finalement abattue.
Après avoir fait l'amour avec Adrian en se faisant passer pour sa petite amie, Samedi apprend qu'il s'agissait de Lundi. Elle en informe ses sœurs depuis l'appartement d'Adrian après le départ de ce dernier, mais est également abattue tandis qu'une équipe du CAB prend de nouveau l'appartement des sœurs d'assaut. Vendredi, qui sait qu'elle ne pourra pas survivre sans toutes ses sœurs, choisit de se sacrifier pour donner à Jeudi une chance de s'en sortir en faisant exploser leur appartement, neutralisant ainsi l'équipe du CAB. Jeudi retrouve Adrian et lui révèle la vérité sur les sœurs Settman. Adrian aide alors Jeudi à s'infiltrer dans l'installation du CAB, où ils découvrent, horrifiés, que les enfants surnuméraires ne sont pas cryogénisés, mais incinérés. Jeudi enregistre la scène avant de neutraliser le personnel avec l'aide d'Adrian. Ils trouvent ensuite la cellule où est enfermée leur sœur : ce n'est pas Lundi, mais Mardi, l'œil gauche arraché mais bien vivante. Jeudi comprend alors que c'est Lundi qui a trahi ses sœurs.
Jeudi retrouve Lundi et les deux sœurs se battent violemment. Jeudi parvient à tirer sur Lundi et la laisse pour morte avant de s'infiltrer à une réception où Cayman doit prononcer un discours et officiellement lancer sa campagne électorale. En parallèle, Mardi et Adrian parviennent à s'infiltrer dans la salle des serveurs et diffusent l'enregistrement de Jeudi sur la vérité derrière la « cryogénisation ». Discréditée, Cayman s'évanouit un instant, supportée par ses gardes du corps. Lundi, qui a survécu, arrive à son tour au salon de réception et est abattue avant de pouvoir tuer sa cible (qui pourrait être soit Cayman soit Jeudi). Avant de mourir, Lundi révèle néanmoins à Jeudi qu'elle est enceinte de plus d'un enfant, et que c'est pour les protéger qu'elle a trahi ses sœurs. La vérité ayant éclaté, la loi sur le contrôle des naissances est abrogée. Cayman doit être jugée et encourt la peine de mort, tout en maintenant le bien-fondé de sa politique qu'elle pense être le seul salut possible de l'Humanité. Les embryons des jumeaux de Lundi sont placés en incubateurs artificiels et les deux sœurs Settman restantes, Mardi et Jeudi, prennent respectivement les noms de Terry et Karen (d'après leur grand-père et leur mère) et le révèlent à Adrian quand il leur demande, à chacune, quel prénom elles ont choisi.

## Fiche technique
Sauf indication contraire, les informations mentionnées dans cette section peuvent être confirmées par la base de données cinématographiques IMDb,  présente dans la section « Liens externes ».
- Titre original français : Seven Sisters
- Titre original : What Happened to Monday
- Réalisation : Tommy Wirkola
- Scénario : Max Botkin et Kerry Williamson
- Décors : Joseph A. Hodges
- Costumes : Oana Paunescu
- Photographie : José David Montero
- Montage : Martin Stoltz
- Musique : Christian Wibe
- Production : Raffaella De Laurentiis, Fabrice Gianfermi et Philippe Rousselet
- Sociétés de production : Nexus Factory, Raffaella Productions ; Title Media, Vendome Pictures et SND Films (coproductions)
- Sociétés de distribution : Netflix (États-Unis), SND (France)
- Pays de production :  Belgique,  États-Unis,  France,  Royaume-Uni
- Langue originale : anglais
- Format : couleur — numérique (DLP Cinema) — 2,35:1 — son Dolby Digital
- Genre : science-fiction
- Dates de sortie :
  - Suisse : 6 août 2017 (Festival international du film de Locarno 2017)
  - États-Unis : 18 août 2017 (Netflix)
  - Belgique : 30 août 2017
  - France : 30 août 2017[3]
- Classification :
  - États-Unis : R
  - France : interdit aux moins de 12 ans

## Distribution
- Noomi Rapace (VF : Julie Dumas) : Lundi / Mardi / Mercredi / Jeudi / Vendredi / Samedi / Dimanche, toutes sous l'identité de Karen Settman
- Clara Read : Lundi / Mardi / Mercredi / Jeudi / Vendredi / Samedi / Dimanche (enfants), toutes sous l'identité de Karen Settman
- Willem Dafoe (VF : Dominique Collignon-Maurin) : Terrence Settman, le grand-père des sept sœurs
- Glenn Close (VF :  Évelyne Séléna) : Nicolette Cayman
- Marwan Kenzari (VF : Nessym Guetat) : Adrian Knowles, amant de Lundi
- Pål Sverre Hagen (VF : Jean-Christophe Dollé) : Jerry
- Adetomiwa Edun (en) (VF : Diouc Koma) : Eddie
- Christian Rubeck (VF : Jochen Haegele) : Joe
- Santiago Cabrera : le présentateur de l'infopublicité
- Nadiv Molcho (VF : Jérémy Bardeau) : Docteur Shady

## Production

### Tournage
Le tournage a lieu en Roumanie, principalement à Bucarest (Castel Film Studios, Strada Lipscani, Bibliothèque nationale, Théâtre national, etc.), ainsi qu'à Constanța.

## Accueil

### Accueil critique
L'accueil critique est positif : le site Allociné propose une moyenne de 3,0⁄5 à partir de l'interprétation des critiques de presse recensées.
Pour Nicolas Didier de Télérama, « Tommy Wirkola [...] néglige totalement la caractérisation des héroïnes. Les sept personnalités se réduisent en fait à sept looks. [...] Pire encore : la cryogénisation des enfants « en trop » est bien entendu un mensonge d’État et la machine à congeler s'avère, au cours d'une séquence abjecte, être un four crématoire. Ce n'est pas la première fois qu’un film futuriste recycle sans scrupule l'horreur concentrationnaire pour servir un suspense douteux (cf. Divergente 3). On espère que ce sera la dernière. ».
Pour Jérémy Piette de Libération, « Seven Sisters ne façonne pas, de ses multiples mains, un récit immensément surprenant. Ce dernier se contente d'un décor timidement futuriste (quelques écrans tactiles dignes de Minority Report) et néanmoins sobrement élégant, et promet une fin renversante que personne ne saurait deviner… vraiment personne, si ce n'est toutes celles et ceux déjà familiers des grandes embuscades inhumaines dérivées de Soleil vert. À supposer que le regard du spectateur soit vierge d'un vaste pan du cinéma de SF abondamment signé de dénouements tonitruants, il trouvera ici, plus loin derrière l'horreur, toujours plus d'horreur ».

### Box-office
| Pays ou région | Box-office        | Date d'arrêt du box-office | Nombre de semaines |
| -------------- | ----------------- | -------------------------- | ------------------ |
| France         | 1 862 681 entrées | 14 novembre 2017           | 11                 |
| Total mondial  | 27 975 429 $      | -                          | -                  |